# Péter Nádas

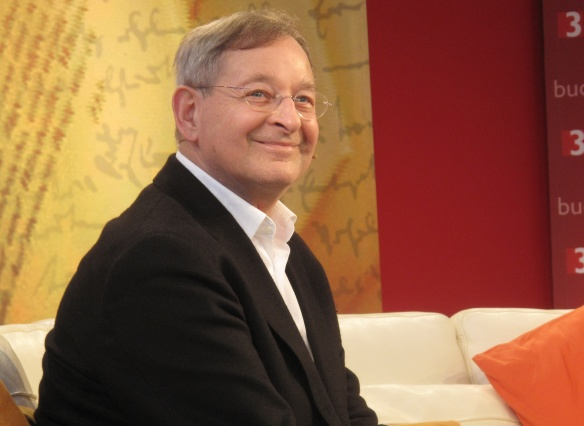
Péter Nádas

Péter Nádas (n. 14 octombrie 1942, Budapesta) este un scriitor maghiar de origine evreiasca, fiul lui Tauber Klára si Tauber (orig. Nussbaum) László.
Nádas a studiat inițial chimia, iar apoi a lucrat ca fotograf și fotoreporter. Și-a publicat prima povestire în 1965. Cărțile sale tratează în general situația din Ungaria comunistă. În 2008, a vizitat România și a acordat un interviu revistei Observator cultural, în care a și publicat ulterior câteva articole.

## Scrieri
- 1967: A biblia
- 1969: Kulcskereső játék
- 1977: Takarítás
- 1977: Egy családregény vége
- 1979: Leírás
- 1979: Találkozás
- 1980: Temetés
- 1982: Színtér
- 1983: Nézőtér
- 1986: Emlékiratok könyve
- 1988: Játéktér
- 1988: A Biblia és más régi történetek
- 1989: Évkönyv
- 1991: Az égi és a földi szerelemről
- 1992: Talált cetli és más elegyes írások
- 1992: Párbeszéd - négy nap ezerkilencszáznyolcvankilencben
- 1995: Esszék
- 1995: Vonulás
- 1996: Drámák
- 1997: Minotaurus
- 1998: Emlékiratok könyve
- 1999: Valamennyi fény
- 1999: Kritikák
- 2001: Vonulás
- 2004: Saját halál
- 2005: Párhuzamos történetek 1–3.
- 2010: Szirénének

## Premii
- 1991: Premiul Austriac de Stat pentru Literatură Europeană
- 1992: Premiul Kossuth
- 1995: Premiul de Carte Leipzig pentru Înțelegere Europeană
- 2003: Premiul de Literatură Franz Kafka
- 2007: Comandor al Ordinului de Merit al Republicii Ungaria
- 2012: Premiul pentru Literatură și Traducere „Brücke Berlin“ pentru Povestiri paralele, împreună cu traducătoarea romanului, Christina Viragh